# Первомайський (Сисертський міський округ)
Первома́йський (рос. Первомайский) — селище у складі Сисертського міського округу Свердловської області.
Населення — 830 осіб (2010, 715 у 2002).
Національний склад населення станом на 2002 рік: росіяни — 37 %, татари — 35 %.